# Гандболіст року в Україні
Найкращий гандболіст чемпіонату України - щорічна нагорода найкращому гандболісту сезону в Україні, яка визначається шляхом опитування усіх тренерів і капітанів команд Суперліги, а також тренерів збірних України. Проводився з ініціативи відомого спортивного журналіста Ігоря Грачова. У 2010—2016 рр. публікувалось газетою «Команда», у 2017—2022 роках телеканалом «XSPORT», а з 2024 спортивним сайтом «Чемпіон».
Перше опитування проводилося за підсумками сезону 2009/10 і за його результатами переміг лівий напівсередній запорізького «ЗТР» Сергій Бурка.
Перший воротар, що переміг в опитуванні — Вадим Бражник з полтавського «Динамо» (за підсумками сезону 2011/12).

## Регламент
Кожен респондент має шість очок, які розподіляв наступним чином: за перше місце нараховується три очка, за друге — два, за третє — одне.

## Лауреати
| Сезон   | Переможець (клуб) — очки набрані/можливі | 2                                   | 3                                  |
| ------- | ---------------------------------------- | ----------------------------------- | ---------------------------------- |
| 2009/10 | Сергій Бурка («ЗТР») — 29/51             | Михайло Цап («Портовик») — 21       | Олександр Педан («ЗТР») — 7        |
| 2010/11 | Михайло Цап («ЗТР») — 13/54              | Геннадій Комок («ЗТР») — 11         | Вадим Бражник («Будівельник») — 11 |
| 2011/12 | Вадим Бражник («Динамо») — 23/54         | Олексій Пєсков («Динамо») — 16      | Михайло Цап («ЗТР») — 13           |
| 2012/13 | Сергій Бурка («Мотор») — 19/54           | Михайло Крівчіков («ЗТР») — 11      | Геннадій Комок («ЗТР») — 9         |
| 2013/14 | Сергій Онуфрієнко («Мотор») — 24/45      | Ріхард Штохль («Мотор») — 11        | Дмитро Гунько («Портовик») — 7     |
| 2014/15 | Сергій Онуфрієнко («Мотор») — 17/42      | Сергій Бурка («Мотор») — 15         | Ріхард Штохль («Мотор») — 15       |
| 2015/16 | Борис Пуховський («Мотор») — 33/51       | Олександр Тільте («ЗТР») — 25       | Дмитро Тютюнник («Авіатор») — 8    |
| 2016/17 | Борис Пуховський («Мотор») — 24/60       | Айденас Малашинскас («Мотор») — 18  | Олександр Тільте («ЗТР») — 14      |
| 2017/18 | Айденас Малашинскас («Мотор») — 27/69    | Захар Денисов («Мотор») — 24        | Олексій Ганчев («ЗТР») — 18        |
| 2018/19 | Борис Пуховський («Мотор») — 33/75       | Айденас Малашинскас («Мотор») — 24  | Геннадій Комок («Мотор») — 19      |
| 2019/20 | Захар Денисов («Мотор») — 28/63          | Борис Пуховський («Мотор») — 19     | Айденас Малашинскас («Мотор») — 18 |
| 2020/21 | Айденас Малашинскас («Мотор») — 38/63    | Дмитро Горіга («Мотор») — 14        | В'ячеслав Бохан («Мотор») — 13     |
| 2021/22 | Дмитро Горіга («Мотор») — 32/63          | Геннадій Комок («Мотор») — 30       | Айденас Малашинскас («Мотор») — 15 |
| 2022/23 | Ігор Турченко («Мотор») — 17/45          | Ярослав Котюк («Карпати-ШВСМ») — 13 | Сергій Дубовик («Донбас») — 13     |
| 2023/24 | Захар Денисов («Мотор») — 29/54          | Денис Саварин («Одеса») — 14        | Віталій Псьол («Донбас») — 10      |
| 2024/25 | Захар Денисов («Мотор») — 26/57          | Віталій Горовий («Мотор») — 25      | Владислав Кукушкін («Донбас») — 14 |

## Досягнення

### Гравці
Курсивом виділені воротарі.
| № п/п | Гравець |   |   |   | Всього |
| ----- | --- | - | - | - | ------ |
| 1-2   | Борис Пуховський («Мотор»); Захар Денисов («Мотор») | 3 | 1 |   | 4      |
| 3     | Айденас Малашинскас («Мотор») | 2 | 2 | 2 | 6      |
| 4     | Сергій Бурка («ЗТР», «Мотор») | 2 | 1 |   | 3      |
| 5     | Геннадій Комок («ЗТР», «Мотор») |   | 2 | 2 | 4      |
| 6     | Сергій Онуфрієнко («Мотор»); | 2 |   |   | 2      |
| 7     | Михайло Цап («Портовик», «ЗТР») | 1 | 1 | 1 | 3      |
| 8     | Дмитро Горіга Дмитро Горіга («Мотор») | 1 | 1 |   | 2      |
| 9     | Вадим Бражник («Будівельник», «Динамо») | 1 |   | 1 | 2      |
| 10-11 | Ріхард Штохль («Мотор»); Олександр Тільте («ЗТР») |   | 1 | 1 | 2      |
| 12    | Ігор Турченко («Мотор») | 1 |   |   | 1      |
| 13-16 | Олексій Пєсков («Динамо»); Михайло Крівчіков («ЗТР»); Ярослав Котюк («Карпати-ШВСМ»); Віталій Горовий («Мотор») |   | 1 |   | 1      |
| 17-23 | Олександр Педан («ЗТР»); Дмитро Гунько («Портовик»); Дмитро Тютюнник («Авіатор»); Олексій Ганчев («ЗТР»); В'ячеслав Бохан («Мотор»); Олександр Южбабенко («Одеса»); Сергій Дубовик («Донбас»); Владислав Кукушкін («Донбас») |   |   | 1 | 1      |

Лауреати титулу Гандболіст року за всю історію
| №  | Гравець                                  | Загальна кількість очок | Кількість потраплянь у трійку |
| -- | ---------------------------------------- | ----------------------- | ----------------------------- |
| 1  | Захар Денисов («Портовик», «Мотор»)      | 162                     | 78                            |
| 2  | Айденас Малашинскас («Мотор»)            | 146                     | 61                            |
| 3  | Геннадій Комок («ЗТР», «Мотор»)          | 136                     | 65                            |
| 4  | Борис Пуховський («Мотор»)               | 131                     | 58                            |
| 5  | Сергій Бурка («ЗТР», «Мотор»)            | 76                      | 32                            |
| 6  | Олександр Тільте («ЗТР»)                 | 52                      | 28                            |
| 7  | Дмитро Горіга («Мотор»)                  | 52                      | 26                            |
| 8  | Михайло Цап («Портовик», «ЗТР», «Мотор») | 49                      | 20                            |
| 9  | Вадим Бражник («Будівельник», «Динамо»)  | 47                      | 22                            |
| 10 | Олексій Ганчев («ЗТР»)                   | 42                      | 22                            |

Розподіл титулу Гандболіст року за клубами
| Клуб     | Кількість титулів | Сезони |
| -------- | ----------------- | --- |
| «Мотор»  | 13                | 2012/13, 2013/14, 2014/15, 2015/16, 2016/17, 2017/18, 2018/19, 2019/20, 2020/21, 2021/22, 2022/23, 2023/24, 2024/25 |
| «ЗТР»    | 2                 | 2009/10, 2010/11 |
| «Динамо» | 1                 | 2011/12 |